# Брабантський лев

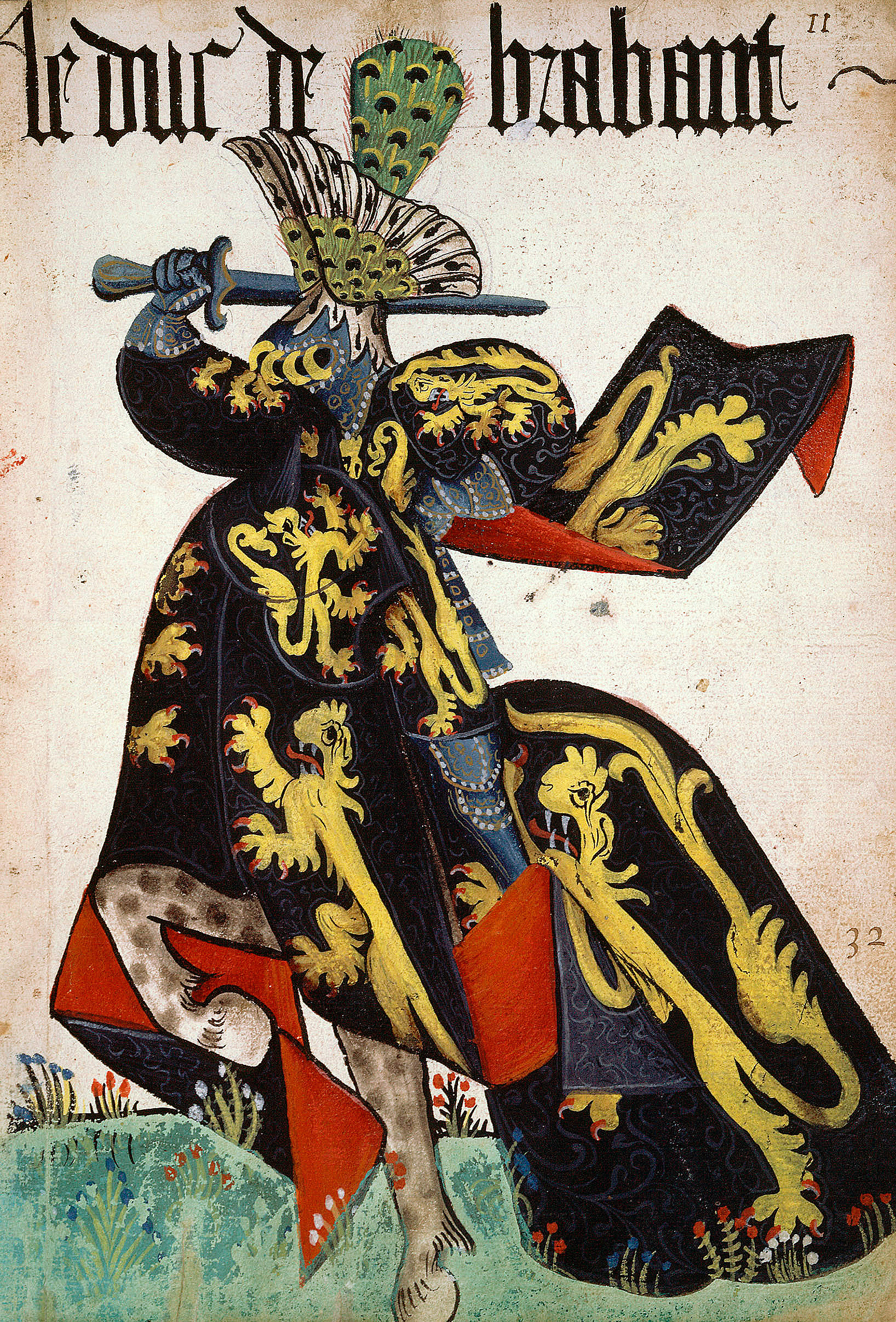
Герцог Брабантський, XV століття в Турнуа-дю-Туасон-д'Ор.

Брабантський лев — геральдична тварина та негеральдична фігура. Свою назву він отримав завдяки використанню в герцогстві Брабант.
Граф Левенський Ламберт І, як правитель Левену та герцогства Нижня Лотарингія, ймовірно, вперше використав лева у своєму гербі. Його також можна знайти на печатці керпенського олдермена від 1306 р. Він був геральдичною твариною Брабантського герцогства і є геральдичною твариною його правонаступників — Фламандського Брабанту та Валлонського Брабанту. На гербі Керпена також зображений лімбурзький лев. Ці два леви символізують об'єднання Лімбурзької лінії з Брабантською після битви при Воррінгені у 1288 році.

## Особливість
З історичних причин 1830 року герб Брабанта був свідомо обраний для дизайну національного герба Бельгії, оскільки Брабант був першою нідерландською провінцією, яка піднялася за державну незалежність і поширила повстання на інші провінції того, що пізніше буде стати Бельгією.

## Розмежування
Фламандський лев, також званий фландрським левом, демонструє те саме зображення, відображене в кольорі: чорний лев на золотому (жовтому) полі, також із червоним озброєнням.